# Louvemont-Côte-du-Poivre
 Louvemont-Côte-du-Poivre  es una población y comuna francesa, en la región de Lorena, departamento de Mosa, en el distrito de Verdún y cantón de Charny-sur-Meuse.
Esta comuna está deshabitada. Se trata de una de las nueve que resultaron totalmente destruidas en la Primera Guerra Mundial y que no fueron reconstruidas posteriormente. Fue declarada  village mort pour la France (villa caída por Francia) tras las hostilidades y se decidió conservarla sin reconstruir para memoria de las generaciones futuras. La administración está a cargo de un consejo de tres personas designadas por el Prefecto del departamento del Mosa.

## Demografía[1]
| 194 | 166 | 220 | 250 | 246 | 257 | 268 | 300 | 299 | 256 | 268 | 247 | 245 | 253 | 250 | 265 | 235 | 234 | 204 | 200 | 183 | 0 | 10 | 6 | 0 | 0 | 0 | 0 | 0 | 0 | 0 | 0 | 0 | 0 |
| Para los censos de 1962 a 1999 la población legal corresponde a la población sin duplicidades (Fuente: INSEE [Consultar]) |     |     |     |     |     |     |     |     |     |     |     |     |     |     |     |     |     |     |     |     |   |    |   |   |   |   |   |   |   |   |   |   |   |